# Peter Sumner
Peter Malcolm Sumner (* 29. Januar 1942 in Waverley, Sydney, New South Wales; † 22. November 2016 in Sydney, New South Wales) war ein australischer Schauspieler in Film und Fernsehen.

## Leben und Karriere
Peter Sumner, 1942 im Stadtteil Waverley in Sydney im Bundesstaat New South Wales geboren, wurde vor allem durch seine Rolle als Lieutenant Pol Treidum im ersten Film der Star-Wars-Saga, Krieg der Sterne, bekannt, obwohl er während seiner Karriere als Schauspieler in über 70 Film- und Fernsehrollen spielte. Als Mitarbeiter des Imperiums auf dem Todesstern hatte er im Film eine kurze Sprechrolle aus zwei Sätzen: „TK-421, sind Sie auf ihrem Posten? TK-421, hören Sie mich?“, kurz bevor er von Chewbacca im Kampf getötet wird. Sumner war während eines Englandurlaubs auf das Casting aufmerksam geworden. Für seinen Auftritt erhielt er 120 Pfund.
Sumner, der zuerst als Lehrer arbeitete, spielte als Schauspieler auch in verschiedenen anderen Kinofilmen mit, z. B. in Kelly, der Bandit, einem Western mit Mick Jagger und Die Ballade von Jimmie Blacksmith. Daneben war er in zahlreichen australischen TV-Serien wie Die fliegenden Ärzte, Nachbarn oder Heartbreak High zu sehen und trat auf der Bühne in Shakespeare-Stücken auf.

## Filmografie (Auswahl)
- 1969: Der leuchtende Tod (Color Me Dead)
- 1970: Kelly, der Bandit (Ned Kelly)
- 1977: Krieg der Sterne (Star Wars)
- 1978: Die Ballade von Jimmie Blacksmith (The Chant of Jimmie Blacksmith)
- 1981: Lauf, Rebecca, lauf! (Run Rebecca, Run!)
- 1983: 40 Grad im Schatten (Bush Christmas)
- 1990: Nachbarn (Fernsehserie, 16 Folgen)
- 1992: Cluedo (Fernsehserie, 21 Folgen)
- 1997: Heartbreak High (Fernsehserie, 36 Folgen)
- 1998: Moby Dick (Fernsehminiserie, 2 Teile)